# Novotel
Novotel – międzynarodowa sieć hotelowa należąca do Accor. Hotele Novotel to obiekty klasy średniej kategorii *** lub **** zlokalizowane w dużych miastach, dzielnicach biznesowych i miejscowościach turystycznych.

## Hotele Novotel w Polsce
Do sieci w Polsce należą następujące hotele, w większości zarządzane przez Orbis:
- Łódź − Novotel Łódź Centrum
- Gdańsk − Novotel Gdańsk Centrum
- Gdańsk − Novotel Gdańsk Marina
- Katowice − Novotel Katowice Centrum (dawniej hotel Orbis Warszawa)
- Kraków − Novotel Kraków Centrum
- Kraków − Novotel Kraków City West (dawniej Holiday Inn Kraków)
- Poznań − Novotel Poznań Centrum (dawniej hotel Orbis Poznań)
- Poznań − Novotel Poznań Malta
- Szczecin − Novotel Szczecin Centrum
- Warszawa − Novotel Warszawa Centrum (dawniej hotel Forum)
- Warszawa − Novotel Warszawa Airport
- Wrocław − Novotel Wrocław Centrum (piętra od 5 do 11 dawnego hotelu Orbis Wrocław)
- Wrocław − Novotel Wrocław City

## Galeria

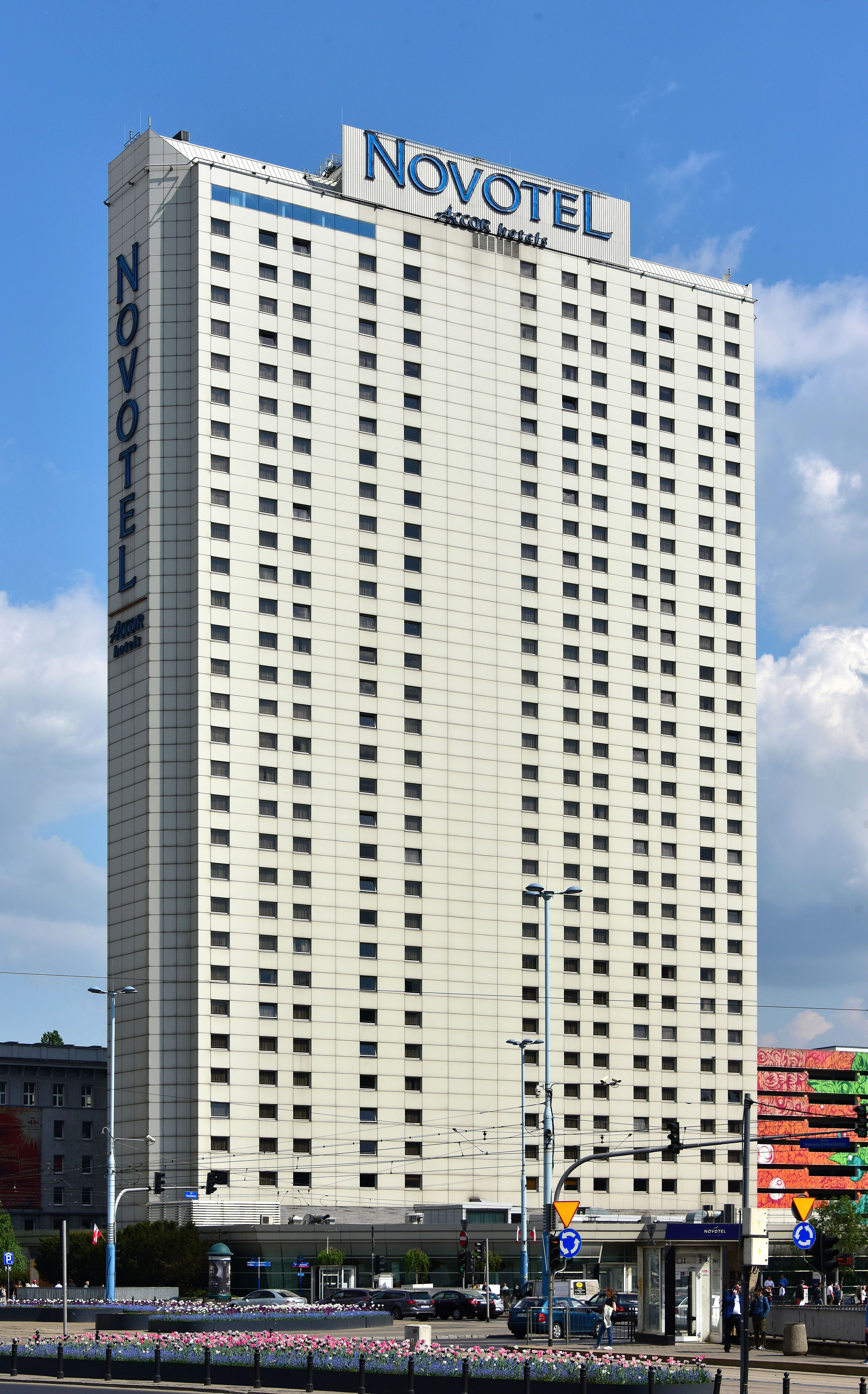
Novotel Warszawa Centrum
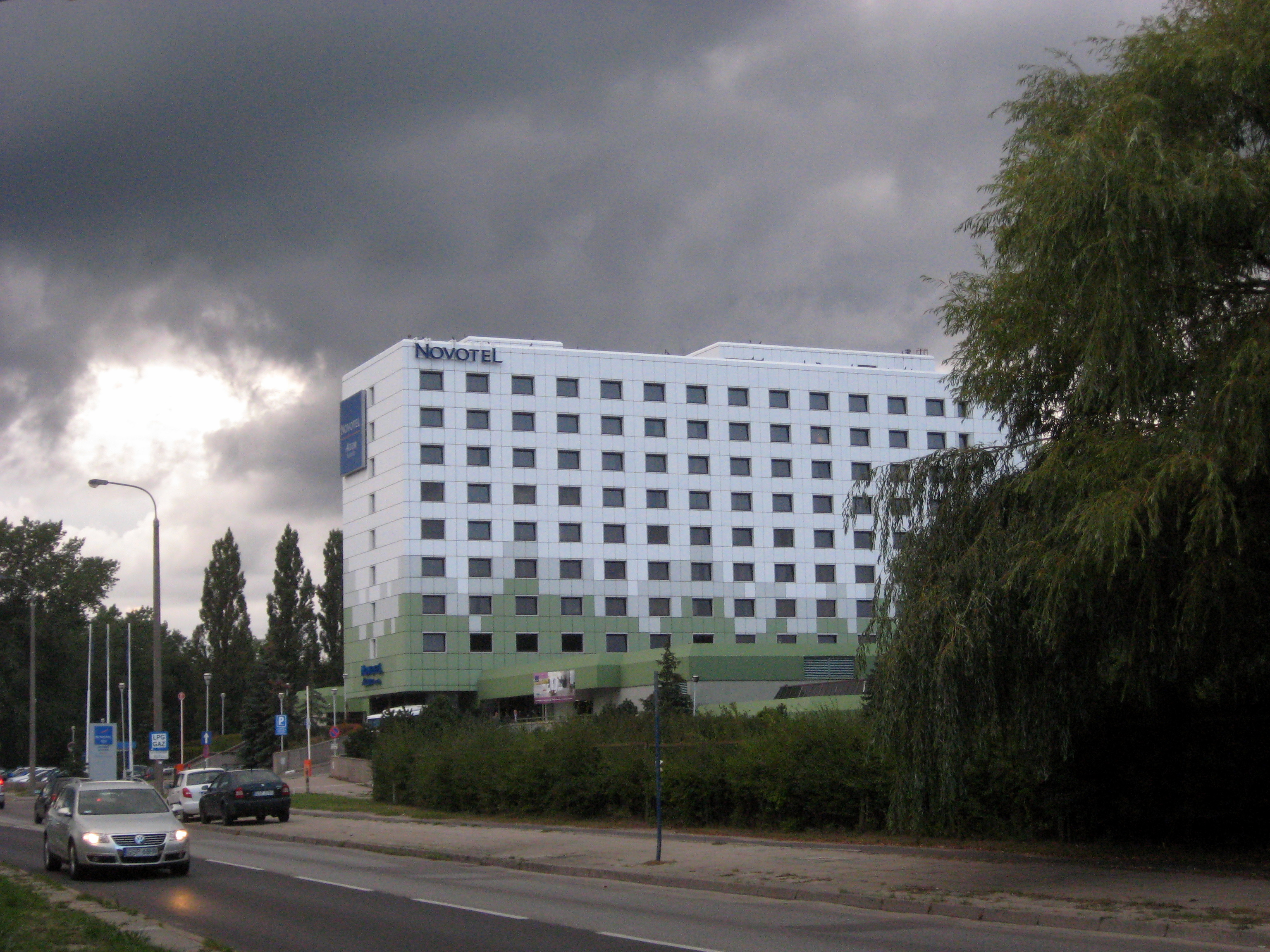
Novotel Gdańsk Marina
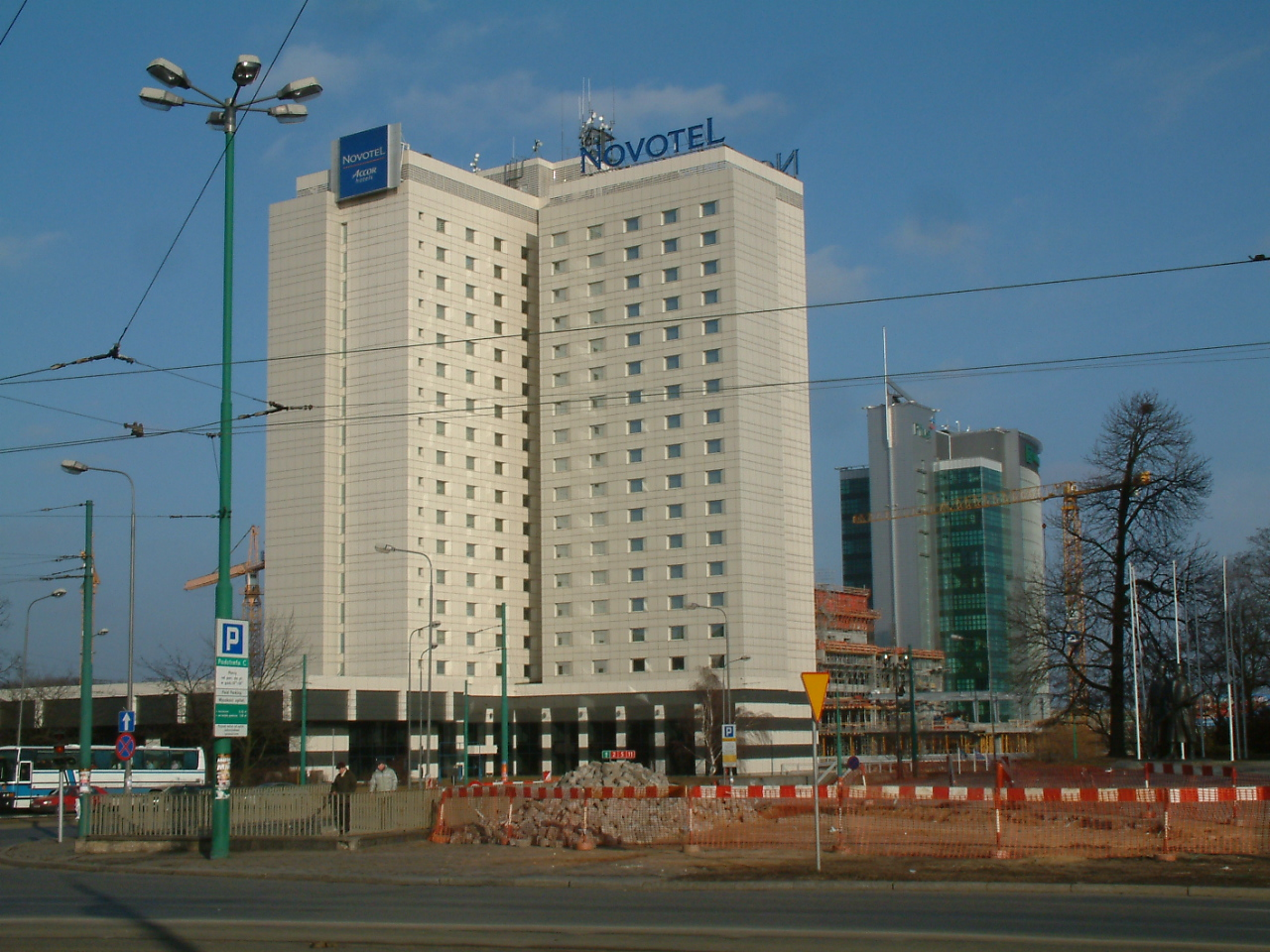
Novotel Poznań Centrum